# والاس لامبرت
والاس لامبرت هو عالم نفس كندي، ولد في 31 ديسمبر 1922 في أمهرست في كندا، وتوفي في 2009 في مونتريال في كندا.